# Trindade (São Tomé und Príncipe)

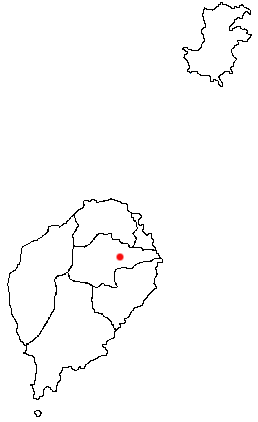
Lage von Trindade in São Tomé und Príncipe

Trindade ist eine Stadt in São Tomé und Príncipe und Hauptstadt des Distriktes Mé-Zóchi.

## Lage
Die Stadt liegt auf der Insel São Tomé und ist rund 10 Kilometer von der Hauptstadt São Tomé entfernt.

## Bevölkerung
Trindade hat 7793 Einwohner (Berechnung 2006).
Bevölkerungsentwicklung:
| Jahr                        | Einwohner |
| --------------------------- | --------- |
| 1999 (offizielle Schätzung) | 6636      |
| 2006 (Berechnung)           | 7793      |

## Söhne und Töchter der Stadt
- João de Ceita Nazaré (* 1973), römisch-katholischer Bischof von São Tomé und Príncipe
- Almada Negreiros (1893–1970), Universalkünstler[2]
- Ivonaldo Viegas (* 1993), Fußballspieler